# Prima guerra di Scutari
 La prima guerra di Scutari fu un conflitto armato, combattuto nel 1405-1412 tra il Principato di Zeta e la Repubblica di Venezia.

## Premessa
Il principato di Zeta era governato da Đurađ II Balšić.
La moglie Jelena Lazarević (sorella di Stefano III Lazaro) era fermamente contraria alla sua politica pro-veneziana ed era contraria alle vendite di Scutari, Drivast ed altre città insieme alle isole sul lago di Skadar alla Repubblica di Venezia nel 1396.
Jelena non tollerava l'ostruzione veneziana ai contatti tra i cristiani ortodossi orientali con a capo il metropolita di Zeta e il patriarcato serbo di Peć. Inoltre non approvava il fatto che i veneziani stessero levando i diritti di proprietà ai monasteri ortodossi orientali intorno al lago di Skadar. Ulteriori polemiche derivavano dai litigi sulla giurisdizione del metropolita ortodosso zetano sulle chiese ortodosse intorno al fiume Bojana e sulla chiesa di San Pietro a Scutari.
Morto Durad II il potere venne preso dal figlio Balša III il quale (influenzato dalla madre) si ergeva a difensore degli antichi diritti della chiesa serba e del vescovo metropolita di Zeta nominato dal Patriarcato di Peć.

## I sostenitori di Balša III
Nel 1403 Balša III assunse il controllo di Zeta e con il sostegno di Jelena iniziò una guerra contro Venezia nel 1405. Jelena e Balsa III contavano di risolvere la guerra velocemente grazie al sostegno degli stati vicini, in particolare  contavano sul supporto del Despota serbo e della Repubblica di Ragusa, sostenitori dell'imperatore Sigismondo di Lussemburgo che avevano aspirazioni territoriali in Dalmazia.. Tali richieste di aiuto furono respinte.

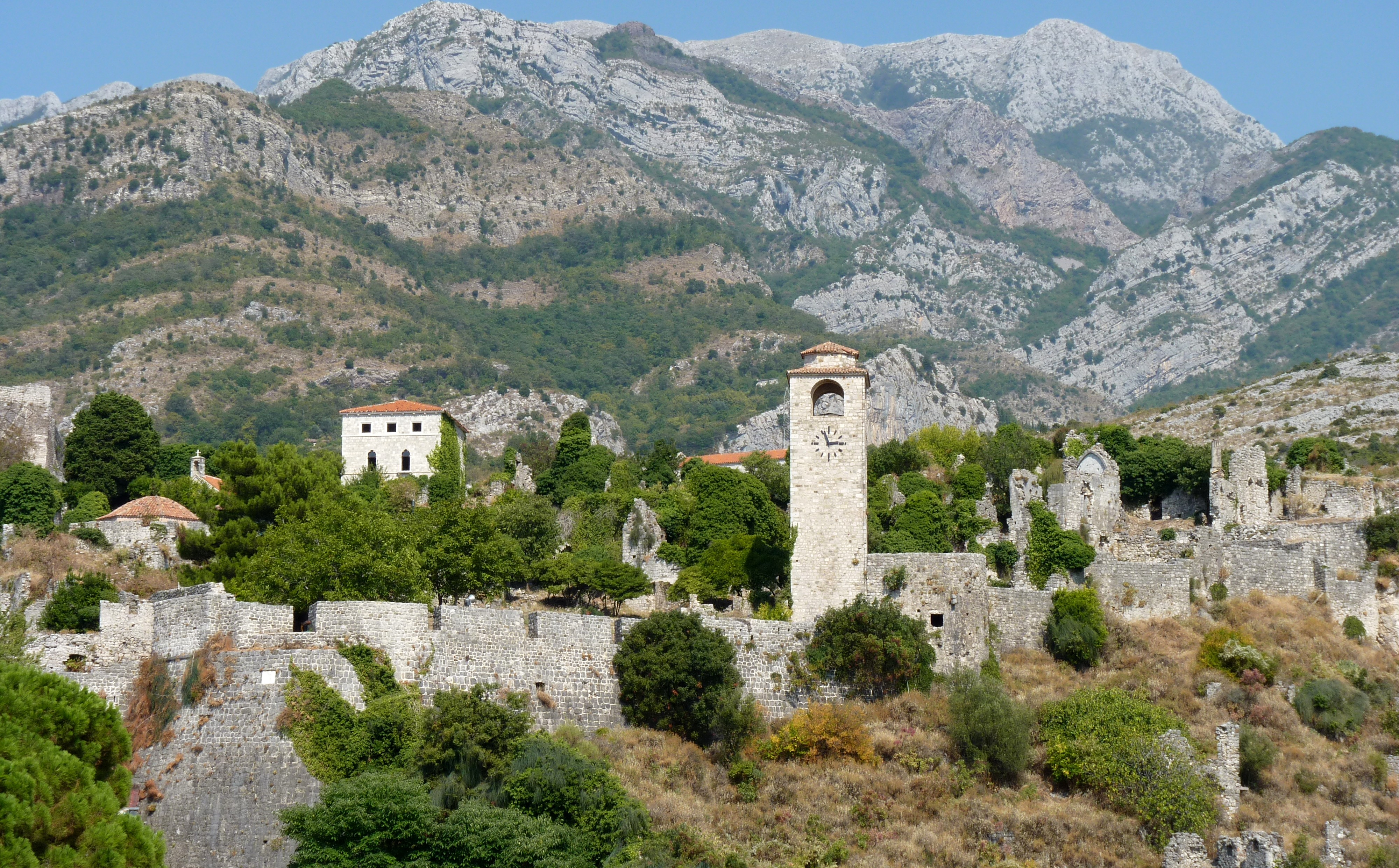
Mura di Antivari

Inoltre Balša non fu nemmeno sostenuto dalla popolazione urbana di Antivari e Dulcigno i cui interessi commerciali coincidevano con il potente impero veneziano.
La famiglia Đurašević si schierò dalla parte di Balša, mentre Koja Zaharia e Dhimiter Jonima si schierarono con i veneziani.

## Inizio della guerra
La guerra iniziò nel 1405 quando Balša approfittò della ribellione della popolazione locale nella regione di Scutari e catturando tutta la zona (incluso Drivast) tranne la fortezza stessa.
Sembra che lo stesso Balsa avesse fatto scoppiare la rivolta. Radič Humoj e molti altri pronoia veneti locali come Nika Bogoje, Petar Konte, Nicola Lumbardini, Andrija Sklavo e Nicola Sigeci) si schierarono con Balša III per mettere al sicuro i propri privilegi e le proprietà. I nobili che non lo sostenevano venivano catturati e paralizzati, cioè privati di un arto e del naso.
La reazione dei veneziani fu immediata. Catturarono i tre porti più importanti di Zeta: Bar, Ulcinj e Budva. Misero una taglia di 500 ducati per la morte di Jelena Balšić e del figlio Balša III. La taglia fu successivamente aumentata a 2 000 ducati.
Balša si trovò in una situazione difficile poiché l'impero ottomano (un possibile alleato contro Venezia) era stremato dalla battaglia di Ankara nel 1402, e il suo alleato il despota serbo era impegnato nella guerra civile ottomana. A peggiorare le cose, Sandalj Hranić intendeva catturare le Bocche di Cattaro.
Senza alternative Balša decise di accettare la protezione ottomana, che includeva un regolare pagamento di tributo al sultano.
All'inizio del 1407 Balša sposò Mara, figlia di Niketa Thopia in ottimi rapporti con la Repubblica di Venezia nonché mediatore durante la guerra.
Nel 1407 i rappresentanti della Repubblica Veneta e Balša III si incontrarono sul territorio in possesso di Ratac nel tentativo di negoziare la pace. Durante i negoziati svoltisi nel giugno 1408, i veneziani insistettero per mantenere Ratac in loro possesso ma le parti non si trovarono d'accordo.

## Trattato di pace del 1409

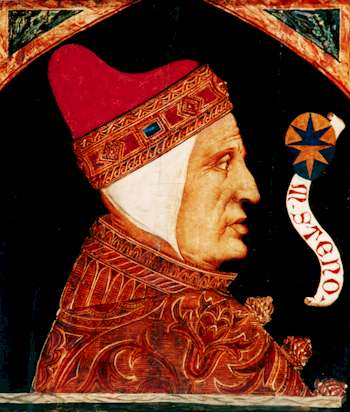
Michele Steno, doge di Venezia, incontrò Jelena durante i negoziati di pace

Nel 1409 Jelena decise di andare a Venezia per negoziare personalmente la pace. Alla fine di maggio arrivò a Ragusa ma dovette attendere quasi due mesi per imbarcarsi a causa della presenza di alcune galee napoletane nel mare Adriatico. Mentre Jelena attendeva di imbarcarsi il 9 luglio 1409, Venezia acquistò la costa dalmata da Ladislao di Napoli per 100 000 ducati complicando ancora di più la posizione negoziale di Jelena.
Il lungo viaggio esaurì tutte le finanze di Jelena sicché il doge la dovette sostenere con tre ducati al giorno durante i negoziati che durarono per tre mesi.
Il 26 ottobre 1409 fu firmato un accordo di pace di un anno senza cambiamenti territoriali per nessuna delle parti. Jelena tornò a Zeta attraverso Ragusa e ricevette 100 ducati in omaggio. Sebbene sia lei, sia il Doge Michele Steno, giurarono sul Vangelo  l'accordo di pace, in realtà avvenne il contrario.

## Continuazione della guerra
I veneziani ruppero l'accordo di pace con Jelena quando si rifiutarono di pagare l'ammontare pattuito a Balša il quale in cambio attaccò i loro possedimenti. La flotta di Balsa prese l'intero lago Skadar e costrinse i fustas veneziani a ritirarsi.
A metà del 1410 vi fu un'altra ribellione a Scutari, Balsa III ne approfittò e assediò Scutari saccheggiandone i dintorni.
Quando Niketa Thopia fu sconfitta e catturata da Teodor II Muzaka alla fine del 1411, Balša divorziò da Mara perché il padre imprigionato non gli serviva più. Alla fine del 1412 o all'inizio del 1413 si risposò con Bolja Zaharia, una figlia di Koja Zaharia.
 Inoltre Balša nominò Koja castellano di Budua.
Entrambe le parti non erano soddisfatte del trattato di pace e ed erano convinti che l'altra parte avesse violato i termini concordati.
La situazione restava tesa e sembra che Venezia abbia continuato a mettere in discussione i diritti della Chiesa ortodossa nella regione del lago Skadar. In tali circostanze, una scintilla poteva far scatenare una guerra. Una disputa minore tra Hoti e Mataguži (due clan che vivevano a nord del lago Skadar, al confine tra Zeta e Scutari veneziani) sui pascoli diede il via ad una catena di eventi che portarono alla nuova guerra.
Sebbene Balša III era schierato a favore del clan Mataguži il clan Hoti attaccò e si prese le terre contese. Mataguži rispose uccidendo quattro membri del clan Hoti.
Hoti si lamento con Balša, che respinse le loro proteste con le parole "Hai quello che meriti!"
Una parte degli Hoti, decisero di lasciare Balša e chiesero di essere accettati sotto la sovranità veneziana. Dapprima Balša stesso consigliò al governatore veneziano di Scutari Paolo Querini di accettarli perché voleva dividerli dal resto dei membri della tribù Hoti. Quando venne a conoscenza della loro eventuale influenza sul resto degli uomini della tribù Hoti che gli rimasero fedeli, cambiò idea e insistette sul fatto che Paolo Querini dovesse respingere la loro richiesta.
Nel novembre 1414 il Senato ordinò a Paolo Querini di ignorare il consiglio di Balša e di concedere la cittadinanza veneziana ai rinnegati Hoti. In risposta Balša armò una guarnigione che all'inizio della primavera del 1415 attaccò e bruciò il villaggio di Kalderon vicino a Scutari.
Sulla base delle istruzioni del Senato, i veneziani corrompero il leader del grande gruppo di Hoti (Andrija Hot) per fargli accettare la sovranità veneziana. Accettando i rifugiati di Balša, i veneziani avevano violato i loro precedenti accordi, di conseguenza Balša decise di non rispettare più i patti. Iniziò a riscuotere tasse sui beni veneziani, confiscare grano veneziano, derubare le navi veneziane nel Bojana e preparare una campagna militare contro gli Hoti i quali organizzarono un attacco preventivo contro di lui all'inizio del 1418.
Nell'ottobre 1418 i veneziani iniziarono a confiscare beni di proprietà dei mercanti di Dulcigno per compensare i commercianti veneziani.
Nell'autunno del 1418 Balša decise di iniziare una nuova guerra. Corruppe un presidio veneziano di circa 50 mercenari di sorveglianza alla fortezza di Scutari.
Balša arrestò inoltre tutti i cittadini veneziani che venivano trovati nel territorio di Zeta. Nel marzo del 1419 iniziò una nuova guerra: la Seconda Guerra di Scutari.